# 中岡崎町
中岡崎町（なかおかざきちょう）は、愛知県岡崎市の町名。丁番を持たない単独町名であり、小字は持たない。

## 地理
岡崎市の西部に位置し、中心街の一角に相応する。

### 河川
- 早川

### 番地
| - 1 - 2 - 3 - 4 - 5 - 6 - 7 | - 8 - 9 - 10 - 11 - 12 - 15 |

## 世帯数と人口
2019年（令和元年）5月1日現在の世帯数と人口は以下の通りである。
| 町丁     | 世帯数  | 人口  |
| -------- | ------- | ----- |
| 中岡崎町 | 209世帯 | 406人 |

### 人口の変遷
国勢調査による人口の推移
| 1995年（平成7年）  | 572人 | [ 6 ]  |  |
| 2000年（平成12年） | 605人 | [ 7 ]  |  |
| 2005年（平成17年） | 582人 | [ 8 ]  |  |
| 2010年（平成22年） | 560人 | [ 9 ]  |  |
| 2015年（平成27年） | 513人 | [ 10 ] |  |

## 小・中学校の学区
市立小・中学校に通う場合、学区は以下の通りとなる。
| 番・番地等 | 小学校             | 中学校             |
| ---------- | ------------------ | ------------------ |
| 全域       | 岡崎市立連尺小学校 | 岡崎市立城北中学校 |

## 歴史

### 年表
- 1975年（昭和50年）12月6日 - 岡崎都市計画中岡崎土地区画整理事業の換地処分に伴い、八帖町・板屋町の各一部より、中岡崎町が成立[12][1]。

## 交通

### 鉄道
- 愛知環状鉄道・愛知環状鉄道線
  - 中岡崎駅
- 名鉄名古屋本線
  - 岡崎公園前駅

### 道路
- 国道1号
  - 東海道（龍城通り）
- 国道248号
- 松葉通り
- 明神橋

## 施設など
- 岡崎公園前駅
- 通称「松葉通り」。岡崎城下二十七曲りの一部である。
- 早川公園
- 岡崎オーワホテル
- 桝八川魚商店
- 大正庵釜春本店
- 大正庵釜春本店
- 大正庵釜春が1978年頃に考案した「もろこしうどん」。現在も岡崎市周辺の15軒以上の店で提供されている[13]。

## その他

### 日本郵便
- 郵便番号 : 444-0921[4]（集配局：岡崎郵便局[14]）。

## 参考資料
- 「角川日本地名大辞典」編纂委員会 編『角川日本地名大辞典 23 愛知県』角川書店、1989年。
- 平凡社 編『日本歴史地名大系 23 愛知県の地名』1981年。
- 新編岡崎市史編さん委員会 編『新編岡崎市史 総集編 20』1993年。